# Vizurești (okręg Gałacz)
Vizurești – wieś w Rumunii, w okręgu Gałacz, w gminie Buciumeni. W 2011 roku liczyła 373 mieszkańców.